# کاتانا (کمیک)
کاتانا (به انگلیسی: Katana) با نام اصلی تاتسو یاماشیرو، یک شخصیت خیالی ابرقهرمان در کتاب‌های کامیک آمریکایی منتشر شده توسط دی‌سی کامیکس است. شخصیت کاتانا توسط نویسنده مایک دبیلیو. بار و طراح جیم آپارو خلق شده‌است که برای اولین بار در شمارهٔ ۲۰۰ شجاع و جسور (ژوئیه ۱۹۸۳) حضور پیدا کرد. کاتانا مهارت بسیار زیادی در مبارزات تن‌به‌تن و شمشیرزنی دارد، که از سنین کودکی هنرهای رزمی را آموزش دیده بود و بعدها نیز توسط سامورایی تاداشی تمرین دیده بود.
او یک سامورایی فوق‌العاده است که بوسیلهٔ شمشیر مرگبار خود (سول تِیکر) برای مبارزه با شیاطین استفاده می‌کند. این شمشیر اسرارآمیز حاوی روح تمامی کسانی است که توسط آن کشته شده‌اند و کاتانا قادر است با آن‌ها ارتباط برقرار کند. او پس از مرگ همسرش بدست یاکوزا، به آمریکا سفر کرد و در آنجا تبدیل به یک مأمور خودخوانده تحت نام کاتانا گشت. او به عنوان یکی از اعضای گروه‌های آوت‌سایدرز، پرنده‌های شکاری، جوخه خودکشی و به‌تازگی لیگ عدالت آمریکا خدمت نموده‌است.
ریلا فوکوشیما در مجموعه تلویزیونی آمریکایی اَرو، و کارن فوکوهارا نقش شخصیت کاتانا را در فیلم جوخه انتحار (۲۰۱۶) ایفا کرده‌است.

## توانایی‌ها و قدرت‌ها
کاتانا دارای توانایی شگفت‌انگیز در هنرهای رزمی و مهارت بسیار بالا در زمینهٔ شمشیرزنی است که از سنین کودکی به فراگیری این مهارت‌ها پرداخته و تبدیل به یک سامورایی شد. توانایی‌های او در زمان عضویت در تیم آوت‌سایدرز و تمرین با بتمن حتی افزایش نیز یافت. او تیرانداز و نشانه‌گیری حرفه‌ای با تیر و کمان و شوریکن است. کاتانا رهبری عالی به‌شمار می‌رود و دارای ذهن تاکتیکی درخشانی است و می‌تواند دیگران را مورد نحوه استفاده از توانایی‌هایشان در بالاترین سطح ممکن راهنمایی کند. سرعت، چابکی و زمان واکنش او سریعتر از یک انسان عادی است و همچنین آکروباتی حرفه‌ای محسوب می‌شود.
اما سلاح اصلی او شمشیر اسرارآمیز و باستانی سول تِیکر است که در سده ۱۴ توسط موراماسا ساخته شده‌است. این شمشیر تقریباً غیرقابل تخریب بوده و همچنین قادر است به سادگی اکثر مواد را به دو نیم تقسیم کند و برندگی عرفانی آن هرگز از بین نخواهد رفت. سول تیکر همچنین حاوی ارواحی است که تا به حال توسط این شمشیر کشته شده‌اند، و برای بیش از قرن‌ها استفاده از آن، دارای تعداد قابل توجهی ارواح است.